# Ranunculus preauberti
Ranunculus preauberti är en ranunkelväxtart som beskrevs av Felix. Ranunculus preauberti ingår i släktet ranunkler, och familjen ranunkelväxter. Inga underarter finns listade i Catalogue of Life.